# Wilfried Brandstötter

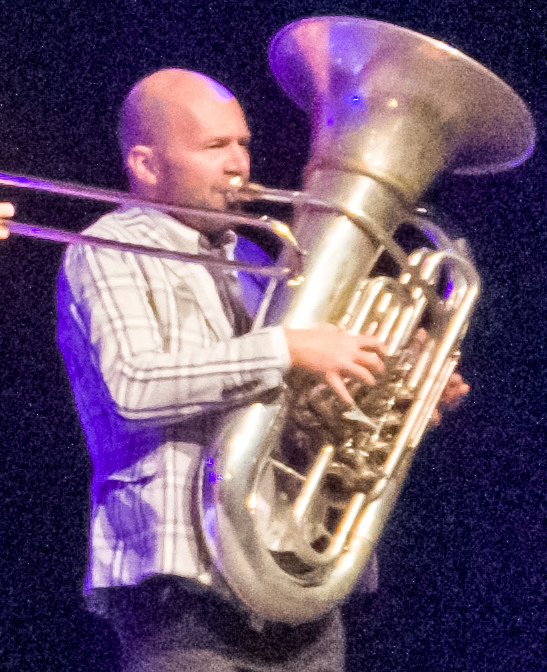
Wilfried Brandstötter, 2022

Wilfried Brandstötter (* 22. März 1970 in Salzburg) ist ein österreichischer Tubist.
Wilfried Brandstötter studierte Basstuba an der Universität für Musik und darstellende Kunst Wien. Er ist ein Gründungsmitglied der Gruppe Mnozil Brass. Von 1996 bis 2000 war er Mitglied beim Klangforum Wien, einem Solisten-Ensemble für zeitgenössische Musik. In der Zeit von 2000 bis 2004 gehörte er als Solotubist dem „Tonkünstler-Orchester Niederösterreich“ an. 2004 wurde ihm die Professur für Tuba an der Anton Bruckner Privatuniversität Linz übertragen.